# Reinhoud d'Haese
Pour les articles homonymes, voir Haese.
Reinhoud d'Haese, dit Reinhoud, né le 21 octobre 1928 à Grammont et mort le 1er juillet 2007 à Paris 18e, est un sculpteur belge, membre du groupe CoBrA.

## Biographie
Reinhoud d'Haese est né en 1928 à Geraardsbergen (Grammont), en Flandre-Orientale. Il fait ses débuts à Bruxelles chez un orfèvre, puis fréquente l'École Nationale Supérieure d'Architecture et des Arts Décoratifs où il apprend le travail du métal en sculpture. En 1950, il rejoint les Ateliers du Marais à Bruxelles, sorte de pépinière du groupe Cobra, où il participe activement à la transformation des ateliers en centre destiné à recevoir des artistes. C'est là qu'il rencontre, entre autres, Christian Dotremont, Luc de Heusch, Hugo Claus et Pierre Alechinsky, Guillaume Corneille, artistes qui l'accompagneront tout au long de sa carrière. Après la dispersion des Ateliers du Marais, la galerie expérimentale Taptoe à Bruxelles organise en 1956 une exposition entièrement consacrée à Reinhoud. Il reçoit alors le prix de la Critique belge. Ce qui l'inspire, ce sont les insectes : Moustique et Fouineur sont les titres d'œuvres qu'il y expose. À partir de cette époque, Reinhoud va de plus en plus laisser libre cours à son imagination, jusqu'à créer une galerie de sculptures, d'animaux, de plantes, et surtout de personnages, sorte de catalogue de caractères dans la tradition de La Bruyère.
La plupart de ses sculptures portent des titres énigmatiques et remarquables, comme Il ne lui manque que la parole, Il faut chanter en chinois ou encore Où il est question d'une contrebasse, de Misses James et d'un quartier de pomme.
Au total ce sont plus de 3000 sculptures - toutes pièces uniques en laiton, cuivre, céramique, bois ou même mie de pain - où Reinhoud nous expose son bestiaire à peine fantastique, sa vision de l'homme un peu goguenarde toute enracinée dans le vivant quotidien sans rien cacher de ses racines de Bruegel ou Bosch à CoBrA. Fin 2010 - début 2011, une exposition rétrospective lui est consacrée aux Musées royaux des Beaux-Arts de Bruxelles qui regroupe un échantillon marquant de ses œuvres sculptées et de ses dessins depuis les années 1960 jusqu'à la décennie 2000.